# 夏海紗音と不思議な世界
『夏海紗音と不思議な世界』（なつみしゃのんとふしぎなせかい）は、直江ヒロトによる日本のライトノベル。イラストは水沢深森が担当。富士見ファンタジア文庫（富士見書房）より2010年1月から刊行されている。第21回ファンタジア大賞読者賞受賞作。

## ストーリー
高校進学の決まった2月のある日、凪沙悠馬は夏海紗音という少女と出会い、彼女に強引に探検隊へと誘われることになる。その直後、悠馬はいつの間にか自分のいた世界とよく似ていながらも全く異なる世界・重複世界に迷い込んでしまったことに気づく。原因が紗音の持つ能力にあることを知った悠馬は、紗音の願いを叶えて元の世界に戻るべく、紗音たちと共に帆船「マリンブレード号」に乗り込み、広大な海を旅することになる。

## 登場人物
凪沙 悠馬（なぎさ ゆうま）
本編の主人公で、物語の語り部。探検隊員を募っていた紗音と出会い、強引に誘われることになる。母子家庭で、希薄な人間関係のために学校では友人がいない。しかし本人はそのことをどうとも思っていない。他人どころか自分の命さえも客観的に見る傾向があるが、一応死は恐ろしいと思っている。どんな苦境にあってもギャグセンスを持ち続け、それが皆から好ましく思われる所以の一つとなっている（本人に自覚症状は恐らくなし）。
一巻で学校へ行く途中の踏切で紗音を目撃し、話しかけたことで、彼女の側の世界へ迷い込む。元の世界へ戻ることができなくなったものの、紗音のことを気に入り、マリンブレード号で共に虚島を探す航海に出る。
島を見つけたことで指向性引力が弱まり、紗音と一時はなれてしまうが、しばらく後に再開。再び彼女の世界に迷い込んだ挙句また戻れなくなってしまい、彼女とともに新たな航海に出る。
夏海 紗音（なつみ しゃのん）
本編のヒロイン。探検隊員を募っていたところで悠馬と出会い、彼を強引に誘う。「指向性万有引力」と呼ばれる、自らの意思に関わらず発動する能力を持ち、それによって悠馬を重複世界に巻き込んでしまう。「マリンブレード号」の艦長。字が非常に下手で、誤字も多い。初代に次いでスタイルが良い。
一巻において自分と同じ孤独のにおいがする悠馬を自分の世界へ引き寄せ、以降行動を共にする。島を見つけるまでの間に悠馬と打ち解け、彼に惹かれるようになる。だが彼と接したことで孤独感が薄まり、指向性引力が弱まったため、一時的に悠馬と離れてしまう。
が、二巻においてかの文明の遺産により、重複界を行き来することができるようになる。そのため、悠馬と再会。再び彼と行動を共にすることになる。だがこの時点で放っておけば必ず死に至る呪いにかかってしまっており、その呪いを解くために再び航海へ乗り出す。
海鶴来 琴菜（みつるぎ ことな）
紗音の親友で、紗音の航海に出資する海鶴来財団の総帥を務める少女。紗音たちの航海に参加する。マイペースな性格。
みるか
紗音たちの航海中に保護された少女。パシフィス人の血筋らしく、「針のない羅針盤」を発動させることができる。名前がなかったが、悠馬が発した台詞から「みるか」と呼ばれるようになる。紗音たちを妙なあだ名で呼ぶ。（紗音のことを”ジュースの人”、悠馬のことを”パンの人”など。ちなみに、理由は初めてこれらの人たちにもらったものがそれだったから。）
二巻において琴菜に正式な家族として引き取られ、「海鶴来みるか」という名前になっている。また、かなり日本語を覚えており、コミュニケーションが取りやすくなっている。しかしながら、少しばかりズレた所があり、天然である。
初代（しょだい）
幽霊の女性で、「マリンブレード号」の初代の艦長だった。本名は不明で、「初代」と呼ばれている。「マリンブレード号」の内部では実体化することができ、よく紗音たちに抱きつく。かなりスタイルが良い。悠馬のことを気に入っている。
桜庭 ミズキ（さくらば みずき）
金髪に碧眼、白い肌をした眉目秀麗の中世的な顔立ちの少年。五年前に虚島に行って、帰ってきた人物。人当たりの良い性格で、探索には人一倍情熱的。その理由は当時出会った虚島に存在したパシフィス国の王女・ティアナスを復活させるためであったが、それは最後まで秘密であった。
二巻にも登場しその目的は変わっていないが、なぜまた現れたのかは不明。
瀬戸 彩花（せと あやか）
二巻から登場する、悠馬のクラスメイト。なぜか虚島の夢を見続けたため、悠馬に相談を持ちかける。骨董品屋で見つけたメダルをかばんに付けていたが、それはパシフィスの遺産であった。また、彼女自身もパシフィスの神官アマリリスと瓜二つであり、それが原因でミズキに紗音の側の世界へと誘拐されるも、詳細な理由は不明。

## 既刊一覧
- 直江ヒロト（著）・水沢深森（イラスト） 『夏海紗音と不思議な世界』 富士見書房〈富士見ファンタジア文庫〉、既刊2巻（2010年5月20日現在）
  1. 2010年1月20日発売[2]、ISBN 978-4-8291-3483-2
  2. 2010年5月20日発売[3]、ISBN 978-4-8291-3526-6